# P.M. Daell
Peter Møller Christensen Daell (født 14. juli 1886 i Humlum, Struer, død 20. juli 1974 i Hillerød) var en dansk grosserer, grundlægger og ejer af Daells Varehus. Han var broder til Christen Daell.
Han var søn af tømrermester Anthon Daell (død 1943) og hustru Sophie f. Møller (død 1904). Daell gennemgik handelsuddannelse 1901-07, i manufaktur en detail hos Brødr. Steenstrup, Holstebro og i manufaktur en gros hos konsul Herman Wessel, Aalborg, blev sekondløjtnant i hæren 1909; var medstifter af Daells Varehus i København 1910 og adm. direktør for og formand i bestyrelsen for A/S Daells Varehus 1947.
Han var kaptajn i den finske armé; korpsfører for Kongens Livjægerkorps 1912-18; formand for Frihedsfonden, for Frihedsfondens kollegieråd indtil 1970 og for fadderskabet for Bov Sogn og S-Lygum Sogn; medlem af bestyrelsen for Dansk-Finsk Forening; medlem af repræsentantskabet for Københavns Brandforsikring, af kontrolkomitéen i Livsforsikringsselskabet Hafnia, af repræsentantskabet for Forsikringsselskabet Danske Phønix og af repræsentantskabet for Kongelig Dansk Automobil Klub samt formand' i bestyrelsen for A/S Spintex fra 1947. Daell var også en af ophavsmændene til idéen med 4. Maj Kollegierne, og et værelse på 4. Maj Kollegiet på Frederiksberg er navngivet efter ham.
P.M. Daell var ejer af godset Fænø 1935-43, af Kokkedal Slot fra 1939 og af Kaas hovedgård 1949-55. I 1963 solgte han Kokkedal Slot til Hørsholm Kommune. Han var Kommandør af Dannebrogordenen og Dannebrogsmand.
Han blev gift 15. juli 1915 med Eva f. Repholtz, f. 19. december 1892 i Hellerup, datter af læge Otto Repholtz (død 1907) og hustru Dorthea f. Birkerod (død 1944). Han og hustruen er begravet på Hørsholm Kirkegård.
P.M. Daells Allé i Kokkedal er opkaldt efter ham.